# Cathédrale de Comacchio
La cathédrale de Comacchio est une église catholique romaine de Comacchio, en Italie. Il s'agit d'une cocathédrale de l'archidiocèse de Ferrare-Comacchio.